# Toninia aromatica
Toninia aromatica är en lavart som först beskrevs av Turner ex Sm., och fick sitt nu gällande namn av A. Massal. Toninia aromatica ingår i släktet Toninia och familjen Ramalinaceae.  Arten är reproducerande i Sverige. Inga underarter finns listade i Catalogue of Life.